# Роглазня
Роглазня — річка в Україні, у Шосткинському районі Сумської області. Права притока Бичихи (басейн Дніпра).

## Опис
Довжина річки близько 5 км. Річище збереглося лише у верхній частині річки.

## Розташування
Бере початок на південному заході від села Жихове. Тече переважна на південний захід понад Новою Спартою і на північному сході від Дібрівки (колишнє Дмитрівка) впадає у Бичиху, ліву притоку Свіси.